# كريم لالا
كريم لالا (1911 - 19 فبراير 2002)، المولود باسم عبد الكريم شير خان في مقاطعة كونار بأفغانستان، سيئ السمعة باعتباره أحد "مافيا الموميا" الثلاثة في مومباي "في الهند لأكثر من عقدين من الستينيات إلى أوائل الثمانينات الاثنان الآخران هما مستان ميرزا المعروفان باسم حاجي مستان وفراداراجان مداليار.
لأكثر من عقدين من الزمان، كان زعيم «عصابات بشتونية» المروعة التي كانت تعمل من أحياء مسلمة فقيرة ومليئة بالجريمة في جنوب مومباي مثل دونغري وناغبادا وباهندي بازار وطريق محمد علي. شاركت عصابات بشتون في تشغيل المقامرة غير القانونية (ساتا) وأوكار الخمور، واستعادة الأموال غير القانونية، وعمليات الإخلاء غير القانوني للأراضي، والاختطاف، ومضرب الحماية (حفتا)، وقتل العقود (supari)، وتوزيع المخدرات، والعملات المزيفة.
عقدت لالا أيضا اجتماع أسبوعية تدعى «دوربار» حيث روى الناس من مختلف مناحى الحياة شكاواهم إلى لالا وساعد ماديا أو للحصول على العدالة باستخدام القوة العضلية عصابته.

## نشأته
لا يُعرف الكثير عن أصول كريم لالا إلا أنه ولد عبد الكريم شير خان. في قرية جبلية في منطقة كونار في أفغانستان وأنه جاء للعمل في أرصفة مومباي في أوائل الأربعينيات من القرن الماضي عبر بيشاور.
كان كريم لالا يتحدث البشتونية من حيث جاءت عائلته الممتدة من باختونخوا (في باكستان الحالية) إلى مومباي (ثم بومباي) في التسعينات من القرن العشرين. استقرت عائلته في واحدة من أكثر الأحياء اليهودية كثافة سكانية وفقرة في بهندي بازار في جنوب مومباي. بدءاً كعامل عادي في أرصفة مومباي، انضم لاحقًا إلى عصابة من الإثنيين من الباثان الذين عملوا كوكلاء انتعاش غير قانونيين لمقرضي الأموال من المرواريين وغجراتيون، وأصحاب العقارات ورجال الأعمال. هؤلاء المقرضون والمالكون استخدموا القراصنة الأثرياء الذين جعل حجمهم الضخم وسلوكهم المخيف من السهل استرداد الأموال من تخلف المدينين وطرد المستأجرين والمالكين من العقارات الرئيسية في جنوب مومباي باهظة الثمن.
سرعان ما ارتفعت لالا إلى صفوف قائد «باتان جانج» الذي أصبح سيئ السمعة بسبب عمليات القتل الجماعي والإخلاء القسري من الممتلكات والخطف والابتزاز. كانت العصابة تدير العديد من نوادي «الكروم» التي كانت بمثابة واجهة للمضارب غير المشروع للربح والقمار والرهان.

## تصوير السينما
اخذت قصص العصابات تستهوي مناسبة صانعي الأفلام واخذ اوجها خلال فترة الستينات والسبعينيات، مع بروز هذه العصابات في بومباي، أحد هذه الرموز هو «كريم لا لا»,
 خلال ذروته، غالبا ما دعا كريم لالا مرارًا وتكرارًا العديد من الشخصيات من بوليوود (صناعة الأفلام الهندية) إلى احتفالاته وحفلات العيد. العديد من الشخصيات من أفلام بوليوود تشبه تجسيد لشخصية كريم لالا عن كثب وسلوكياته ولهجته مثل في الفيلم الذي حقق نجاحًا كبيرًا عام 1973، قام زنجير، الكاتب الثنائي، سليم جافيد بإنشاء شخصية من بشتون تدعى شير خان قام بتأديتهاالممثل بران والتي تشبه سلوكياتها عن كثب كريم لالا.

## وفاته
توفي كريم لالا توفي في 19 فبراير 2002 عن عمر يناهز 90 متأثراً بأزمة قلبية.